# خوان پادروس
خوان پادروس روبیو (۱ دسامبر ۱۸۶۹–۱۱ مه ۱۹۳۲) تاجر اسپانیایی بود که به عنوان دومین رئیس رسمی رئال مادرید شناخته شد.
او اولین بار در ۶ مارس ۱۹۰۲، حدود ۲ سال پس از ایجاد رئال مادرید، روی کار آمد.
او تا ژانویه ۱۹۰۴ به عنوان رئیس باشگاه باقی ماند، زمانی که برادرش، کارلوس پادروس جانشین وی شد. هر دوی آنها تاجرهایی بودند که از کاتالونیا به مادرید مهاجرت کرده بودند.